# Ingrid Prignitz

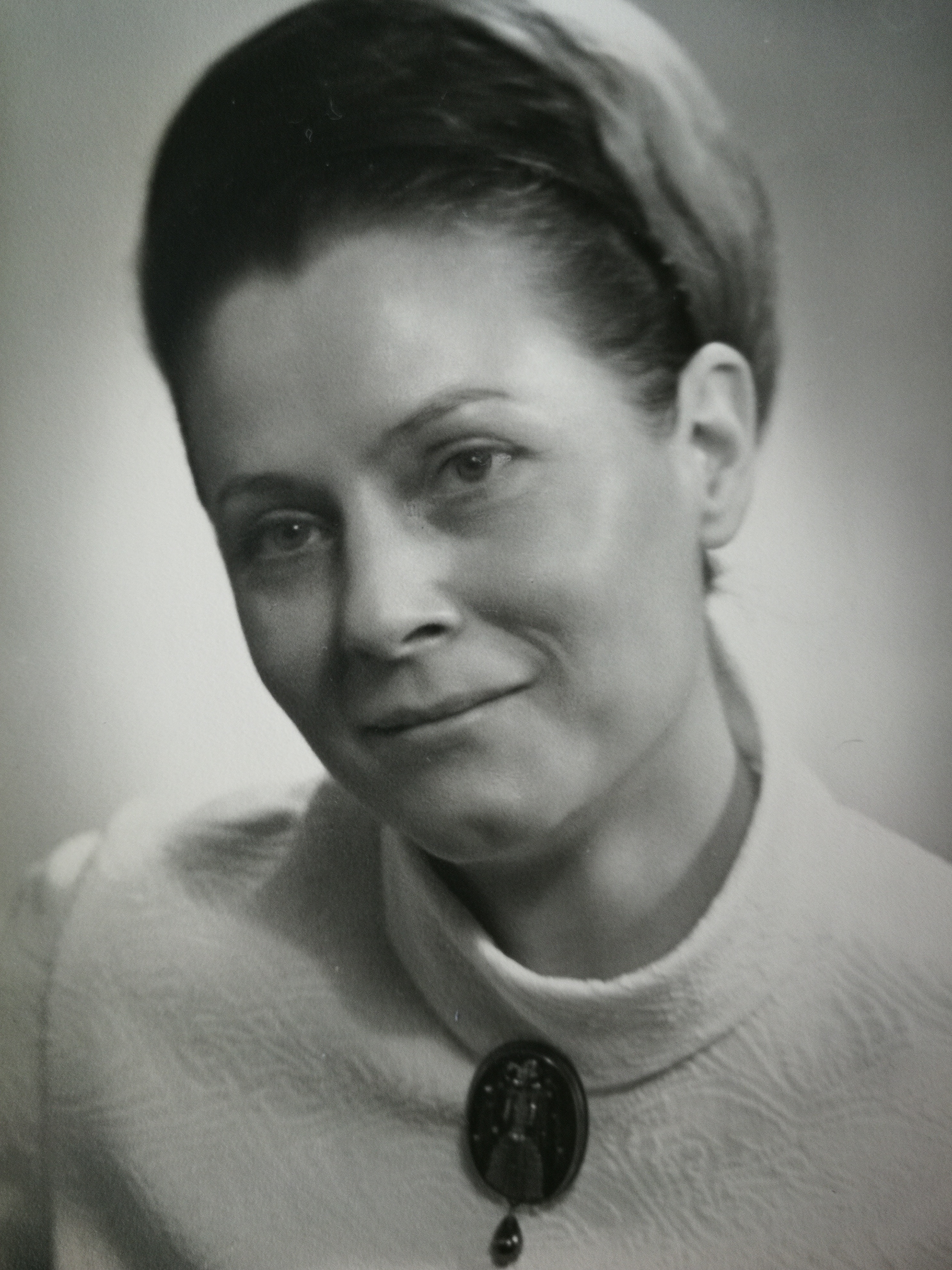
Ingrid Prignitz

Ingrid Prignitz (* 11. August 1936 als Ingrid Kaulbach in Goldap, Ostpreußen; † 22. Oktober 2007 in Rostock) war eine deutsche Verlagslektorin und Herausgeberin.

## Leben
Ingrid Prignitz wuchs in einer ostmasurischen Kleinstadt und einem Dorf in der Nähe von Rostock auf, wohin es ihre Mutter mit den beiden Kindern nach der Flucht aus Ostpreußen 1945 verschlagen hatte. Der Vater war 1944 gefallen. Nach ihrem Studium der Germanistik und Geschichte in Potsdam und Rostock arbeitete sie kurzzeitig als Lehrerin. 1961 trat sie in den Rostocker Hinstorff Verlag ein und arbeitete zunächst als Redakteurin, später Lektorin. Bis zur Reprivatisierung des Verlages im Jahr 1990 war sie als Lektorin im Bereich Gegenwartsliteratur tätig und betreute unter anderem Bücher von Klaus Schlesinger, Jurek Becker und Christa Borchert. Nach dem frühen Tod von Kurt Batt im Jahr 1975 trat sie an dessen Stelle als Lektorin von Franz Fühmann. Bis zu Fühmanns Tod 1984 blieb sie dessen Beraterin und Bearbeiterin seiner Texte. Danach kümmerte sie sich gemäß Fühmanns Wunsch um die Fortführung der Werkausgabe und die Herausgabe nachgelassener Texte.

## Herausgaben der Werke Fühmanns
- Das Ohr des Dionysios, mit Stein-Gravuren von Werner Schinko, Rostock 1985
- Simplicius Simplicissimus. Der Nibelunge Not und andere Arbeiten für den Film, Rostock 1987
- Unter den Paranyas. Traum-Erzählungen und -Notate, Rostock 1988
- Urworte Deutsch. Aus Steputats Reimlexikon gezogen von Franz Fühmann. Das einfallsreiche Rotkäppchen, Collagen von Alfred T. Mörstedt, Rostock 1989
- Alkestis. Stück mit Musik in einem ersten Akt, einem zweiten Akt, zwei dritten Akten und einem Vorspiel, dazu=deliziös-verklärte Varianten zur Hintergrundforschung mythologisch bedingter Träume beziehungsweise Landschaften im Weltbild antiker Dramen oder so. 5 Ostraka-Palimpseste aus dem Kramladen der Antike (in Aquatintamanier) von Heiner Ulrich, Rostock 1989
- Im Berg. Texte aus dem Nachlaß, Rostock 1991

## Rezeption
- Kirsten Thietz (Hrsg.): ... hab ich Dich, wie der Fänger am Trapez. [Franz Fühmann: Die Briefe. Bd. 2: Briefwechsel mit Ingrid Prignitz 1970-1984.] Hinstorff, Rostock 2017. ISBN 978-3-356-02042-7.